# Тигровая балка
Тигровая балка (тадж. Бешаи палангон) — заповедник в Таджикистане, расположен на слиянии рек Вахша и Пянджа. Территория заповедника площадью около 50 тысяч га простирается от реки Пяндж на юге и пустынь Кашкакум до хребта Ходжа-Козиан. Получил статус заповедника в 1938 г. Административное подчинение — район Дусти Хатлонской области, Республика Таджикистан.
Тугайные леса Тигровой балки занимают значительную территорию сравнительно мало затронутую антропогенным воздействием. В заповеднике сохраняются характерные для тугаев редкие и особо ценные виды животных — бухарский олень. Встречался туранский тигр, который вымер в середине XX столетия.

## Проблема сохранения тугайных лесов
Тугаи «Тигровой балки» — это пойменные леса и для своего нормального развития нуждаются в ежегодном затоплении в результате паводка на реках. Из-за регулирования стока рек Вахш и Пяндж естественные паводки стали невозможными уже много лет назад и в связи с этим производится искусственное затопление, не всегда достаточное.
В 2022 году в центр всемирного наследия ЮНЕСКО передана номинация «Тугайные леса заповедника Тигровая балка».

## Вымершие виды
В 1954 году на территории заповедника было последнее зарегистрированное наблюдение туранского тигра.

## Международные конвенции
На заповедник Тигровая балка распространяются международные конвенции по водно-болотным угодьям.